# Gord (strip)
Gord is een Belgische stripreeks die begonnen is in 1987 met Franz Drappier als schrijver en Christian Denayer als tekenaar.

## Albums
Alle albums zijn geschreven door Franz Drappier en getekend door Christian Denayer.
| Nummer | Titel                         | Uitgever(s)                 |
| ------ | ----------------------------- | --------------------------- |
| 1      | ...en toen voelden ze de wind | Le Lombard, P&T Productions |
| 2      | De spit van de snack          | Le Lombard, P&T Productions |
| 3      | Het goddelijke kind           | Le Lombard, P&T Productions |
| 4      | Rode sneeuw                   | Arcadia, P&T Productions    |